# Flash Pose
Flash Pose è un singolo del cantante brasiliano Pabllo Vittar e della cantante britannica Charli XCX, pubblicato il 26 luglio 2019 come primo estratto dal secondo EP di Pabllo Vittar 111 1.

## Promozione
Vittar ha eseguito il brano nell'ambito del pre-show degli MTV Europe Music Awards 2019 a Siviglia.

## Video musicale
Il video musicale è stato reso disponibile il 26 luglio 2019, in concomitanza con l'uscita del singolo.

## Tracce
Testi e musiche di Charli XCX, Arthur Marques, Aluna Francis, Maffalda, Pablo Bispo, Rodrigo Gorky e Zebu.
1. Flash Pose – 2:32

## Formazione
- Pabllo Vittar – voce
- Charli XCX – voce
- Brabo Music Team – produzione
- Chris Gehringer – mastering
- Filip Nikolic – missaggio